# The Crucible (Oper)
The Crucible (deutsch: Hexenjagd oder Die Feuerprobe) ist eine Adaption des gleichnamigen Theaterstücks von Arthur Miller von Robert Ward für die Oper. Sie handelt von den Hexenprozessen von Salem und wurde 1961 in der New York City Opera uraufgeführt.

## Handlung
Das Libretto von Bernard Stambler folgt weitgehend der Theatervorlage. Miller selbst soll schon von Anfang an an eine Umsetzung als Oper gedacht haben. Stambler strich für die Oper ungefähr zwei Drittel des Texts, darunter im ersten Akt einige Szenen mit Abigail und ihren Freundinnen und verschiedene Streitgespräche und im zweiten Akt die Szenen mit Giles Corey und Francis Nurse sowie die länglichen Diskussionen zwischen den Proctors und Reverend Hale. Eine Szene mit Abigail und Proctor, die Miller entfernen wollte, wurde auf Drängen Wards wieder eingefügt. Das Verfahren im dritten Akt findet nicht wie bei Miller in einer Kirche statt, sondern in einem Gerichtshaus. Im vierten Akt ergänzten Ward und Stambler eine letzte Begegnung zwischen Proctor und Abigail. Elizabeths Schwangerschaft findet in der Oper keine Erwähnung.
The Crucible spielt im Jahr 1692 in Salem, einer Gemeinde im heutigen US-Bundesstaat Massachusetts. Wie die Theatervorlage stellt das Stück eine Parabel auf die Kommunistenjagd in der McCarthy-Ära dar.

### Erster Akt
Reverend Samuel Parris sorgt sich um seine Tochter Betty. Er hatte sie und ihre Cousine Abigail in der vorhergehenden Nacht im Wald bei einem rituellen Tanz aufgegriffen. Daraufhin ist Betty zusammengebrochen. Sie liegt seitdem regungslos im Bett. Als die Sklavin Tituba sich nach ihrem Befinden erkundigt, schickt er sie verärgert fort. Abigail tritt herein und erzählt von Gerüchten über Hexerei im Ort. Sie fordert Parris auf, ein Dementi abzugeben. Parris verlangt von ihr eine Erklärung über ihr nächtliches Treiben und möchte wissen, warum sie nicht mehr bei den Proctors arbeitet. Abigail versichert, nichts Unrechtes getan zu haben. Sie habe die Proctors verlassen, weil Frau Proctor sie wie eine Sklavin behandelt habe (im späteren Verlauf der Oper wird deutlich, dass sie in Wirklichkeit ein Verhältnis mit John Proctor hatte).
Die strenggläubigen Putnams teilen Parris mit, dass ihre Tochter Ruth die gleichen Symptome wie Betty zeige. Sie gehen von Hexerei aus und haben daher nach dem darin erfahrenen Reverend Hale geschickt. Parris ist nicht froh über diese Entwicklung. Er fürchtet, dass seine Tochter ebenfalls belastet werden könnte. Auch könnte seine eigene kritische Haltung zu Problemen führen. Der alte Giles Corey, Rebecca und Francis Nurse betreten den Raum. Rebecca versucht zu beruhigen: Die nächtliche Veranstaltung sei sicher nur eine Kinderei gewesen. Als Putnam darauf besteht, dass Hexen in Salem wirken, wirft ihm Giles vor, seine Nachbarn von ihrem Land vertreiben zu wollen. Der Streit eskaliert und wird auch durch die Ankunft John Proctors nicht gestoppt. Abigail ist sichtlich aufgewühlt durch seine Anwesenheit. Rebecca versucht, die Männer zu besänftigen.
Nachdem Giles und John das Haus verlassen haben, singen die anderen einen Psalm, um Gottes Hilfe zu erflehen. Währenddessen bekommt Betty einen hysterischen Anfall, schreit auf und scheint aus dem Fenster fliegen zu wollen. Alle eilen zu ihr. Reverend Hale erscheint. Er beruhigt zunächst die Anwesenden und beginnt dann mit seinen Fragen. Schon bald erfährt er von Ann Putnam, dass die Sklavin Tituba, die ebenfalls an dem nächtlichen Tanz teilgenommen hatte, der Zauberei mächtig sei. Die Sklavin wird herbeigeholt. Hale drängt Abigail zu einem Geständnis. Sie beschuldigt stattdessen Tituba, einen Pakt mit dem Teufel eingegangen zu sein. Unter Druck gesetzt gesteht Tituba, erklärt aber auch, dass sie nichts Unrechtes getan habe. Sie habe sogar den Teufel sogar zurückgewiesen, als dieser angeboten hatte, Parris und ihre anderen Gegner zu töten. Nach Titubas Geständnis ist Bettys Bann gebrochen. Alle danken alle Gott mit einem weiteren Psalm. In den folgenden Tagen bezichtigen Abigail und Betty viele weitere Frauen des Orts der Hexerei.

### Zweiter Akt
John Proctor kehrt von der Arbeit nach Hause zurück. Seine Frau hat ihm sein Verhältnis mit Abigail noch nicht vergeben. Sie glaubt, er wolle Abigail schützen und fordert ihn auf, Richter Danforth zu erklären, dass ihre Aussagen erlogen sind. Sein Zögern zeigt ihr, dass er noch immer Gefühle für Abigail hat. Doch John hat keine Beweise für Abigails Lügen und fürchtet außerdem, dass ihre Liebschaft bekannt werden könnte. Elizabeth bedauert, dass ihre frühere Liebe verflogen ist.
Auch Proctors Magd Mary Warren hat vor Gericht ausgesagt. Tränenüberströmt berichtet sie, dass sich die Anzahl der Festgenommenen verdreifacht habe, und dass Goody Osburn zum Tod am Strang verurteilt wurde. Die aufgeheizte Stimmung im Saal habe sie dazu getrieben, gegen ihren eigenen Willen andere zu beschuldigen. Als John ihr mit der Peitsche droht, falls sie ihre Anschuldigungen fortsetzen sollte, ruft Mary aus, dass auch Elizabeths Name im Verlauf der Verhandlung gefallen sei. Elizabeth ist überzeugt, dass Abigail dahinter steckt. Sie drängt John erneut, zum Gericht zu gehen. In diesem Moment erscheinen Reverend Hale und der Gerichtsbeamte Cheever mit einem Haftbefehl gegen sie. Abigail hat Elizabeth vor Gericht beschuldigt, eine Hexenpuppe verwendet zu haben, um sie zu töten. Mary versichert, dass es sich um ihre eigene Puppe handelt und Elizabeth nichts damit zu tun hatte – doch Hale besteht darauf, Elizabeth zur Untersuchung mitzunehmen. John hält mühsam einen Zornesausbruch zurück. Er fordert Mary auf, vor Gericht die Wahrheit zu sagen, auch wenn dadurch sein Verhältnis mit Abigail an die Öffentlichkeit kommen sollte. Auf keinen Fall solle Elizabeth seinetwegen in Gefahr geraten.

### Dritter Akt
Erstes Bild
Abigail versucht John Proctor zu überreden, Elizabeth zu verlassen und mit ihr gemeinsam das heilige Werk zu vollenden, die Stadt von den Hexen zu säubern. Proctor lehnt das entschieden ab. Er fordert Abigail im Gegenzug auf, ihre falschen Anschuldigungen zurückzunehmen. Sie entgegnet, dass das Schicksal Elizabeths nun in seiner Hand liege.
Zweites Bild
Der Hexenprozess beginnt mit der Proklamation Richter Danforths, dass Gott durch ihn das Land von der Hexenplage befreien werde. Nach der Eröffnung beschuldigt Giles Corey zunächst Thomas Putnam, aus Gier nach dem Land seines Nachbarn falsche Anschuldigungen in die Welt zu setzen. Da Corey die Namen seiner Zeugen nicht nennen will, lässt Danforth ihn in den Kerker werfen und foltern. Corey wird handgreiflich gegen Putnam, dem er die Schuld für die Verhaftung seiner Frau und von Rebecca Nurse gibt.
Als Nächstes präsentiert John Proctor eine Erklärung Mary Warrens, dass es sich bei der angeblichen Hexerei lediglich um ein Spiel der Mädchen gehandelt habe. Abigail habe daraus Ernst gemacht, um seine Frau Elisabeth aus dem Weg zu räumen, da er mit ihr ein Verhältnis hatte. Um seine Aussage zu bestätigen, wird Elizabeth hereingeführt. Sie glaubt jedoch, ihren Mann schützen zu müssen, und weist die Behauptung zurück, er habe eine Beziehung mit Abigail gehabt. Abigail leugnet ebenfalls und bezichtigt im Gegenzug Mary der Hexerei. Mary verliert die Beherrschung und beschuldigt Proctor, der Teufel persönlich zu sein, der sie zu ihrer Aussage gezwungen habe. Die Anwesenden wenden sich wütend gegen Proctor.

### Vierter Akt
Nach Monaten im Gefängnis sind Tituba und Sarah Good verrückt geworden. Sie besingen den Teufel und seine gebrochenen Versprechen. Abigail hat den Wärter bestochen, um Proctor die Flucht zu ermöglichen. Doch Proctor weist die Freiheit und ihre Liebe zurück. Abigail läuft weinend fort.
Hale, Samuel und Betty Parris bemühen sich bei Danforth um einen Aufschub der für den Morgen angesetzten Hinrichtungen von Proctor und Rebecca Nurse. Sie weisen darauf hin, dass diese in Salem sehr angesehen seien und ihr Tod einen Aufruhr verursachen könnte. Danforth weist das Anliegen empört zurück. Er gestattet aber Elizabeth einen Versuch, ihren Gatten zu einem Geständnis zu bewegen. Falls John das tue, werde er freigelassen.
John Proctor wird hereingeführt und mit seiner Frau allein gelassen. Sie teilt ihm mit, dass Giles Corey unter der Folter gestorben sei, ohne eine Aussage zu machen. Viele andere aber hätten gestanden und so ihr Leben gerettet. John ist bereit zu einem Geständnis, fürchtet aber, dass sie ihn dann für einen Lügner halte. Sie entgegnet, dass er aufgrund ihrer eigenen Lüge verurteilt wurde. Froh ruft er aus, dass er das falsche Geständnis ablegen wolle.
Danforth, Hale und Parris sind aus unterschiedlichen Gründen erleichtert über Proctors Geständnis. Parris versucht, Rebecca, die bereits auf dem Weg zum Galgen ist, ebenfalls dazu zu bewegen. Doch diese will ihre Seele nicht mit einer Lüge belasten. John wird aufgefordert, sein Geständnis zu unterschreiben, damit es der Stadt vorgeführt werden kann. Doch Proctor, der auf keinen Fall seinen Familiennamen in Unehre bringen will, zerreißt das Schriftstück. Wütend befiehlt Danforth, ihn und Rebecca zur Hinrichtung zu führen. Hale fleht Elizabeth an, ihren Mann zum Einlenken zu bewegen – doch diese lehnt ab: „John hat seinen Namen und seine Tugend gefunden. Gott behüte, dass ich diese von ihm nehme.“

## Werkgeschichte

### Entstehung
Die Oper ist eine Auftragsarbeit der New York City Opera und wurde von der Ford Foundation gefördert. Wegen der privaten Finanzierung der amerikanischen Opernhäuser wurden häufig derartige Kompositionsaufträge vergeben, um das zeitgenössische amerikanische Opernleben zu fördern. Solche Werke mussten daher für das Publikum geschrieben werden und hatten häufig bekannte literarische Vorlagen oder Themen aus der amerikanischen Geschichte zum Inhalt. Es ist unklar, ob Ward selbst oder das Opernhaus das Thema vorschlugen.
Das Libretto und die Komposition wurden unter Beratung durch Arthur Miller in weniger als einem Jahr fertig gestellt.

### Aufführungsgeschichte
The Crucible wurde 1961 unter dem Dirigat von Emerson Buckley an der New York City Opera uraufgeführt. Sie wurde von der Kritik hoch gelobt und gewann 1962 sowohl den Pulitzer-Preis für Musik als auch den New York Music Critics Circle Citation Preis. So wurde u. a. in den Rezensionen gelobt, dass Ward eine „harmonische, technisch brillante, disziplinierte Musik“ im Sinne der Neuromantik im Stil des späten Richard Strauss geschaffen habe, bei der die „Stimmen wichtiger als das Orchester“ seien. Das Werk ist weltweit eine der am meisten aufgeführten Opern eines amerikanischen Komponisten.
Die europäische Erstaufführung erfolgte 1963 mit Robert Ward als Dirigenten am Staatstheater Wiesbaden und erfuhr scharf ablehnende Kritik. Viele Rezensenten bemängelten, dass Wards musikalische Sprache eher moritatenhaft sei und nichts mit Neuer Musik zu tun habe. Der Misserfolg soll auch an der schlechten deutschen Übersetzung des Librettos gelegen haben.
Daher fand die zweite Aufführung in Deutschland erst 2015 am Staatstheater Braunschweig statt mit Peter Bording als John Proctor und Anne Schuldt als Elizabeth, allerdings in der englischen Originalfassung. Dabei gab der Filmregisseur Hugh Hudson sein Debüt als Opernregisseur.

## Aufnahmen
- 1962 (Studio): Emerson Buckley (Dirigent), Orchester und Chor der New York City Opera. Chester Ludgin (John Proctor), Frances Bible (Elizabeth Proctor), Patricia Brooks (Abigail Williams), Jack DeLon (Judge Danforth). Albany CD: TROY025-26-2 (2 CD).[7]
- 11. Juli 1998 (live aus Central City): John Moriaty (Dirigent), Central City Opera Orchestra. Grant Youngblood (John Proctor), Kristine Jepson (Elizabeth Proctor), Diane Alexander (Abigail Williams), Adam Klein (Judge Danforth).[8]
- November 2008 (Video; Produktion der Dicapo Opera New York; live vom „Opera Competition and Festival with Mezzo Television“ in Szeged): Pacien Mazzagatti (Dirigent), John Farrell (Bühne), Sándor Daróczi (Kostüme), Pannon Philharmonic Orchestra. Zeffin Quinn Hollis (John Proctor), Lisa Chavez (Elizabeth Proctor), Marie-Adeline Henry (Abigail Williams), Michael Bracegirdle (Judge Danforth). Ein Mitschnitt wurde auf Mezzo TV gezeigt.[9][10]